# Dajny
Dajny (niem. Deunen) – osada w Polsce położona w województwie warmińsko-mazurskim, w powiecie iławskim, w gminie Zalewo.
W latach 1975–1998 miejscowość administracyjnie należała do województwa olsztyńskiego.
Nazwa wsi prawdopodobnie pochodzenia staropruskiego, na co wskazuje słowo "dajny" w języku litewskim, oznaczające pieśni ludowe.
Wieś wzmiankowana w dokumentach z roku 1353, jako wieś pruska na 10 włókach. Pierwotna nazwa Daugeyn jest pochodzenia pruskiego. W roku 1782 we wsi odnotowano 6 domów (dymów), natomiast w 1858 w 3 gospodarstwach domowych było 39 mieszkańców. W latach 1937–39 było 60 mieszkańców. W roku 1973 jako majątek Dajny należały do powiatu morąskiego, gmina Małdyty, poczta Połowite.